# Palais de justice (Budapest)
Le Palais de justice (en hongrois : Törvényszéki palota) est un édifice situé dans le 5e arrondissement de Budapest.